# Интерлакен (Флорида)
Интерлакен (енгл. Interlachen) град је у америчкој савезној држави Флорида. По попису становништва из 2010. у њему је живело 1.403 становника.

## Демографија
Према попису становништва из 2010. у граду је живело 1.403 становника, што је 72 (4,9%) становника мање него 2000. године.
| Група             | 2000.         | 2010.       |
| Белци             | 1.025 (69,5%) | 928 (66,1%) |
| Афроамериканци    | 90 (6,1%)     | 102 (7,3%)  |
| Азијати           | 4 (0,3%)      | 4 (0,3%)    |
| Хиспаноамериканци | 322 (21,8%)   | 350 (24,9%) |
| Укупно            | 1.475         | 1.403       |